# (34631) 2000 UY107
2000 UY107 (asteroide 34631) é um asteroide da cintura principal. Possui uma excentricidade de 0.18595600 e uma inclinação de 10.20755º.
Este asteroide foi descoberto no dia 30 de outubro de 2000 por LINEAR em Socorro.